# Rovinjellidae
Famille
Les Rovinjellidae sont une famille de Ciliés de la classe des Oligohymenophorea et de l'ordre des Peritrichida.

## Étymologie
Le nom de la famille vient du genre type Rovinjella.

## Description
Les Rovinjellidae ont une taille moyenne (80 à 200 µm). Leur forme est allongée, cylindrique-conique. Leurs zooïdes forme des colonies à deux chaînons, partageant une tige en deux parties - dans la lorique existe une partie proximale qui se plie en accordéon lors de la contraction, et une partie distale non contractile située à l'extérieur, laquelle est attachée au substrat ; cette lorica est largement béante à son extrémité supérieure (extrémité orale). Leur région buccale comprend, notamment, un grand disque épistomial légèrement protubérant. Leur macronoyau est en forme de bande. Une vacuole contractile est présente. Par contre, micronoyau et cytoprocte n'ont pas été observés.

## Habitat
Les Rovinjellidae vivent en eau de mer comme en eau douce sur des crustacés.

## Liste des genres
Selon GBIF (19 janvier 2024) :
- Rovinjella Matthes, 1972
  - Espèce type : Rovinjella spheromae  Matthes, 1972[3]
- Shellositon Jankowski, 1993

Selon Lynn (2010) :
- Grainis Jankowski, 1997
- Rovinjella Matthes, 1972
- Shellositon Jankowski, 1993
- Tauriella Naidenova, 1985
- Delamurea Naidenova, 1978 Incertae sedis dans la famille des Rovinjellidae.

## Systématique
Le nom valide de ce taxon est Rovinjellidae Matthes, 1972.

## Publication originale
- (de) D. Matthes, « Rovinjella spheromae nov. gen., nov. spec. (Rovinjellidae nov. fam.) ein mariner Symphoriont », Zoologischer Anzeiger, vol. 189, nos 3-4,‎ 1972, p. 266-272 (ISSN 0044-5231, e-ISSN 1873-2674)